# 한온 선생 충신정문
한온 장군 충신정문은 경기도 평택시 서탄면 금암리에 있다. 1986년 3월 5일 평택시의 향토문화재 제3호로 지정되었다.

## 개요
조선 명종 때에 일어난 을묘왜변(乙卯倭變)때 전라도 장흥부사(長興付使)로 재직 중 왜구와 싸우다가 장렬한 최후를 마친 한온장군의 애국충절을 기리기 위해 세워진 것이다.